# 334 Dywizja Piechoty (III Rzesza)
334 Dywizja Piechoty (niem. 334. Infanterie-Division) – niemiecka dywizja z czasów II wojny światowej.

## Formowanie i walki
Sformowana na poligonie Grafenwöhr na mocy rozkazu z 25 listopada 1942, poza falą mobilizacyjną w XIII Okręgu Wojskowym. Już w grudniu została wysłana do Afryki i walczyła w Tunezji. Dywizja została zniszczona w maju 1943 razem z całą Grupą Armii Afryka, odbudowano ją we Francji z pododdziałów 80 Dywizji Piechoty, która została utworzona zaledwie niecały miesiąc wcześniej. W listopadzie 1943 została przerzucona do Włoch, walczyła w składzie Grupy Armii C. 23 kwietnia 1945 została rozbita z całym LI Korpusem Górskim nad Padem.

## Struktura organizacyjna
- Struktura organizacyjna w listopadzie 1942:

754., 755. i  756. pułk piechoty, 334. pułk artylerii, 334. batalion pionierów, 334. oddział przeciwpancerny, 334. oddział łączności;
- Struktura organizacyjna w czerwcu 1944:

754., 755. i  756. pułk grenadierów, 334. pułk artylerii, 334. batalion pionierów, 334. dywizyjny batalion pionierów, 334. oddział przeciwpancerny, 334. oddział łączności, 334. polowy batalion pionierów;

## Dowódcy dywizji
- płk Friedrich Weber 13 XI 1942 – 15 IV 1943;
- gen. mjr Fritz Krause 15 IV 1943 – 8 V 1943;
- gen. Heinz Ziegler V 1943 – V 1943;
- gen. por.  Walter Scheller 20 X 1943 – 27 XI 1943;
- gen. por.  Hellmuth Böhlke 27 XI 1943 – 16 IV 1945;
- płk Schenck od 16 IV 1945 do końca